# Кисіль Микола Олександрович
Микола Олександрович Кисіль (* 14 грудня 1929 с. Губарівка, Богодухівський район, Харківської області  — † 24 жовтня 2011 року, Краснокутськ, Харківська область)  — український письменник, краєзнавець, журналіст. З 22 серпня 2011 року  — Почесний громадянин Краснокутська.

## Життєпис

### Родина
Народився в родині вчителя, комуністичного активіста Олександра Євменовича Кисіля і Уляни Яківни Тризни (загинула під час евакуації у 1943 на ст. Онисівка Саратовської області). Батько у свій час навчався у приватній школі губарівського цукрозаводчика Кеніга, де за відмінне навчання отримав від господаря чоботи.

### Навчання
Почав навчатися у Саратовській області в селі Придорожнє Краснокутського району. Повернувшись у 1943 р. до України, закінчував Губарівську семирічку.
У 1947 закінчив Одеське морехідне училище.
Закінчив Харківський педінститут

### Військова служба
Після закінчення морського училища 5 років служив на Чорноморському флоті, в основному на міноносці «Безжалостный».

### Кар'єра

Кисіль Микола Олександрович, фото 24.09.2011 (останнє фото)

Після закінчення Харківського педагогічного інституту 5 років працював учителем у Полковій Микитівці, потім у Богодухові Харківської області кореспондентом місцевого радіомовлення. З 1965 протягом 17 років — інструктор, а потім завідучий відділом пропаганди та агітації Красноктського райкому партії. У цей же час починає творчу співпрацю з районною газетою «Промінь». З 1983 до виходу на пенсію — директор заготівельної контори райспоживспілки, потім голова райспоживспілки.

### Творчість
Вже перебуваючи на пенсії, взявся за творчу роботу. Перша книга — збірка поезій «Барви Краснокутщини» вийшла друком у 1994 році. Як говорить Микола Олександрович,
| Перші спроби пера були ще у 4 класі у 1944 році в селі Губарівка, коли почав писати вірші і перша моя вчителька Марія Яківна, як зараз пам’ятаю, вона прочитала і каже: "Візьми, Колю, ще раз прочитай і перепиши і побачиш, що вірш буде не такий як зараз». Я переписував разів зо чотири. |
У 90-х роках керував у Краснокутському районі 7-ма різними партійними організаціями. Його запрошували на такі посади, здебільшого, через те, що М. О. Кисіль був досвідчений керівник, мав неабиякі організаторські здібності, вирізнявся чудовими людськими якостями. Сам же Микола Олександрович пояснював свою згоду керувати партійними осередками «Батьківщини», «Громади», «Соціал-демократичної партії» «Республіканської партії України» та інших так:
| Мені треба було видавати книги, а видавати книги потрібні гроші, а платили керівникам дуже добре. |
Всього у творчому доробку Миколи Олександровича 52 книги. Здебільшого, це документально-краєзнавчі твори і поетичні збірки. Ось невеликий перелік дяких з них:
- Барви Краснокутщини
- Перкотидоля. Махно за кордоном — роман.
- Козачка Марфа.
- Краснокутські козаки
- Секрети бджолярів Краснокутщини
- Губарівські крутосхили
- Пригоди мисливців і рибалок — поезія, проза.
- Лісова рада
- Грані життя
- Коломацька козацька рада

52- га книга  — «Легенда роду Киселів»  — історичне автобіографічне дослідження, де Микола Олександрович описує власний родовід — від свого давнього предка київського воєводи Адама Кисіля і до наших днів — вийшла в світ восени 2011 року. Як зазначав сам автор, це його остання книга, «бо вже немає сил і здоров'я». Так і сталося: він помер 24 жовтня 2011 року.